# N'tse-Kaambl
N'tse-Kaambl, som kallas "Vars glans haver brutit sönder världar" (Whose Splendor Hath Shattered Worlds), är en fiktiv gudalik varelse skapad av Gary Myers.
N'tse-Kaambl är en mindre, feminin gud som klassificeras som en uråldrig (Elder God) eller yttre gud (Outer God) i Cthulhu-mytologin, beroende på vilken källa som läses. Varelsen beskrivs ibland med namnet Minerva. Hon vistas i Drömlandet (The Dreamlands).
N'tse-Kaambl figurerar i Myers novell "The House of the Worm" (1975). Varelsens namn verkar vara en homonym för "Nancy Campbell", vars identitet är okänd förutom för Myers själv.